# Goofy (position)

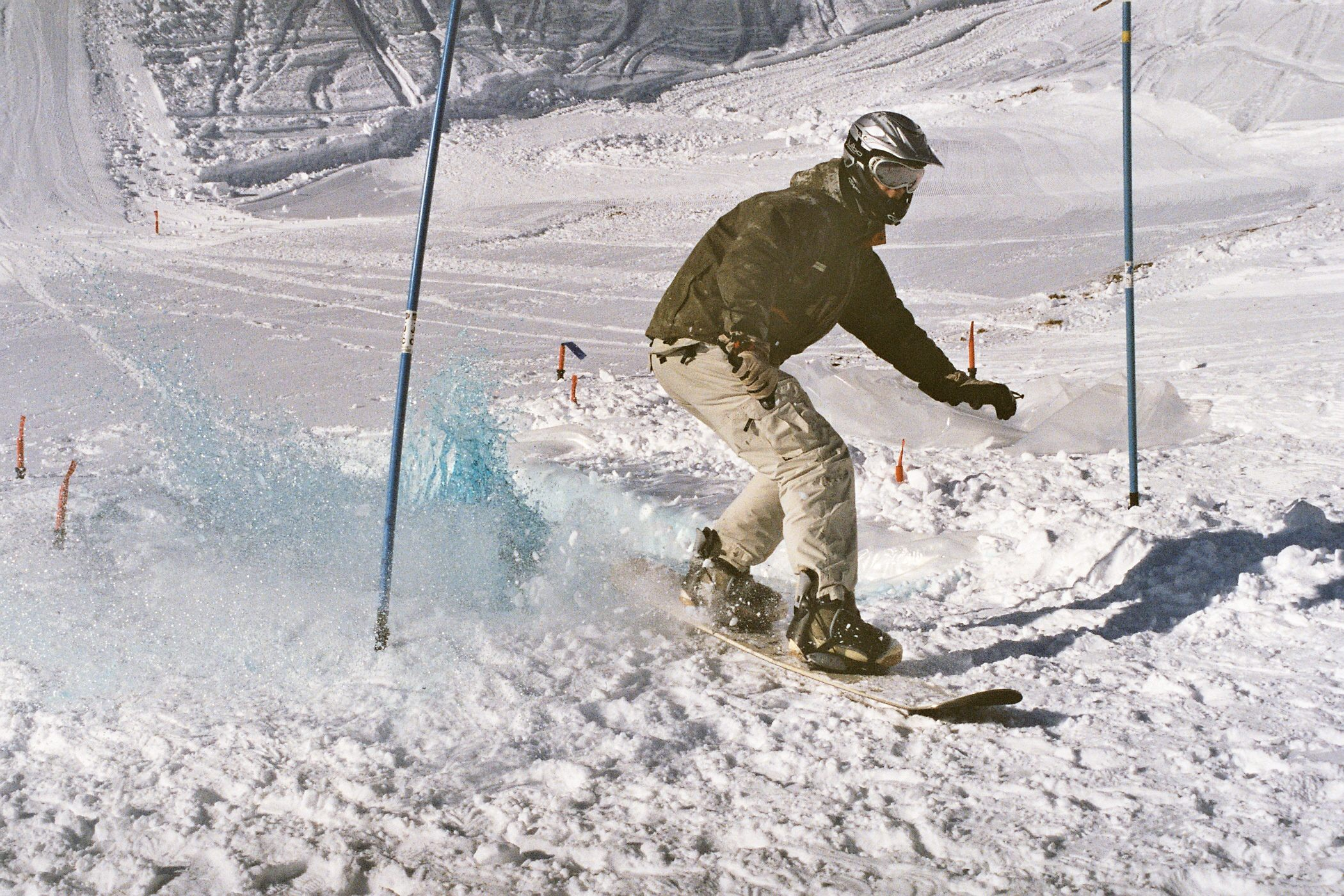
Rider goofy.

Le terme goofy désigne un rider (skateboard, snowboard, surf, etc.) dont le pied droit constitue son pied d'appui. Par exemple un skater goofy se servira de son pied gauche pour se propulser ou « popper » tandis que son pied droit restera à l'avant de sa planche. Ce positionnement, légèrement minoritaire, serait utilisé par environ 44% des adeptes du skateboard selon les données du skate park de Tampa. Parmi les goofys célèbres on retrouve notamment Tony Hawk, Mike Carroll ou encore Bam Margera.
Une personne utilisant un positionnement inverse s'appelle regular.
Ce terme aurait pour origine le personnage de Disney nommé « Goofy » (Dingo, en français), qui adopte cette position de pieds moins fréquente sur une planche de surf, dans le dessin-animé Hawaiian Holiday (produit en 1937 et diffusé en 1941).